# Da Capo (album, Love)
Da Capo je druhé studiové album americké rockové skupiny Love. Jeho nahrávání probíhalo od 27. září do 2. října 1966. Album pak vyšlo v lednu 1967 u vydavatelství Elektra Records. Album produkovali Paul A. Rothchild a Jac Holtzman.

## Seznam skladeb
| Strana 1 (LP) | Strana 1 (LP)       | Strana 1 (LP) | Strana 1 (LP) |
| Pořadí        | Název               | Autor         | Délka         |
| ------------- | ------------------- | ------------- | ------------- |
| 1.            | Stephanie Knows Who | Arthur Lee    | 2:33          |
| 2.            | Orange Skies        | Bryan MacLean | 2:49          |
| 3.            | ¡Que Vida!          | Lee           | 3:37          |
| 4.            | 7 and 7 Is          | Lee           | 2:15          |
| 5.            | The Castle          | Lee           | 3:00          |
| 6.            | She Comes in Colors | Lee           | 2:43          |

| Strana 2 (LP)  | Strana 2 (LP)  | Strana 2 (LP)                           | Strana 2 (LP) |
| Pořadí         | Název          | Autor                                   | Délka         |
| -------------- | -------------- | --------------------------------------- | ------------- |
| 1.             | Revelation     | Lee, MacLean, Johnny Echols, Ken Forssi | 18:57         |
| Celková délka: | Celková délka: | Celková délka:                          | 35:54         |

## Obsazení
- Arthur Lee – zpěv, harmonika, kytara, bicí, perkuse
- Johnny Echols – kytara
- Bryan MacLean – kytara, zpěv
- Ken Forssi – baskytara
- Alban „Snoopy“ Pfisterer – varhany, cembalo
- Michael Stuart – bicí, perkuse
- Tjay Cantrelli – saxofon, flétna, perkuse

Produkce
- Paul A. Rothchild – hudební producent
- Jac Holzman – producent
- Dave Hassinger – zvukový inženýr
- Bruce Botnick – zvukový inženýr